# Liste der Eisenbahnen in den preußischen Provinzen Westfalen und Rheinprovinz bis 1930
Die ersten Eisenbahnen in den preußischen Provinzen Westfalen und Rheinprovinz wurden vor allem für die aufstrebende Industrie in den Provinzen Westfalen und Rheinprovinz errichtet, insbesondere im Ruhrgebiet zum Transport von Kohle und Stahl.
| Abk.    | Gesellschaft                                            | Übernahme                                                                          |
| ------- | ------------------------------------------------------- | ---------------------------------------------------------------------------------- |
| AND     | Aachen-Neuß-Düsseldorfer Eisenbahn-Gesellschaft         | 4. März 1850 zur „Königlichen Direction der Aachen-Düsseldorf-Ruhrorter Eisenbahn“ |
| BCE     | Bonn-Cölner Eisenbahn-Gesellschaft                      | 1. Januar 1857 zur RhE                                                             |
| BME     | Bergisch-Märkische Eisenbahn-Gesellschaft               | 28. März 1882 zur Preußischen Staatseisenbahn                                      |
| CCE     | Cöln-Crefelder Eisenbahn-Gesellschaft                   | 1. Juli 1860 zur RhE                                                               |
| CME     | Cöln-Mindener Eisenbahn-Gesellschaft                    | 20. Dezember 1879 zur Preußischen Staatseisenbahn                                  |
| DEE     | Düsseldorf-Elberfelder Eisenbahn-Gesellschaft           | 1857 zur BME                                                                       |
| KED ... | Königliche Eisenbahndirektion ...                       |                                                                                    |
| WE      | Westfälische Eisenbahn                                  | 1849 vom Preußischen Staat übernommen                                              |
| RCG     | Ruhrort-Crefeld-Kreis Gladbacher Eisenbahn-Gesellschaft | 4. März 1850 zur „Königlichen Direction der Aachen-Düsseldorf-Ruhrorter Eisenbahn“ |
| RhE     | Rheinische Eisenbahn-Gesellschaft                       | 1. Januar 1880 zur Preußischen Staatseisenbahn                                     |

## Strecken
| Eröffnungs- datum Jahr             | Streckenverlauf | Bahnstrecke                                   | Gesellschaft Direktion                                               | GV/ PV | Bemerkung |
| ---------------------------------- | --- | --------------------------------------------- | -------------------------------------------------------------------- | ------ | --- |
| 1828                               | Silschede – Haspe | Schlebusch-Harkorter Kohlenbahn               | Schlebusch-Harkorter Bahnprojekt (Konsortium ab 1820)                | GV     | Schmalspur-Pferdebahn bis 1877, danach Dampfbetrieb                                                          |
| 20.09.1831                         | Nierenhof – Hinsbeck | Vohwinkel–Überruhr                            | Deilthaler Eisenbahn- gesellschaft ab 1828 (später PWE)              | GV     | Schmalspur-Pferdebahn                                                                                        |
| 1838                               | Rheinknie – Düsseldorf DEE | Düsseldorf–Elberfeld                          | DEE                                                                  | GV     | bis 1856 Pferdebahn                                                                                          |
| 20.12.1838                         | Düsseldorf DEE – Erkrath | Düsseldorf–Elberfeld                          | DEE                                                                  | PV     | |
| 02.08.1839                         | Köln Thürmchen – Müngersdorf | Köln–Aachen                                   | RhE                                                                  | PV     | |
| 02.07.1840                         | Müngersdorf – Lövenich | Köln–Aachen                                   | RhE                                                                  | PV     | |
| 10.04.1841/ 21.05.1841             | Erkrath – Vohwinkel | Düsseldorf–Elberfeld                          | DEE                                                                  | PV     | |
| 03.09.1841                         | Vohwinkel – Steinbeck | Düsseldorf–Elberfeld                          | DEE                                                                  | PV     | Eröffnungsfeier 01.09.1841                                                                                   |
| 06.09.1841                         | Lövenich – Aachen | Köln–Aachen                                   | RhE                                                                  | PV     | Eröffnungsfahrt 01.09.1841                                                                                   |
| 02.11.1841                         | Köln – Aachen | Köln–Aachen                                   | RhE                                                                  | GV     | |
| 01.12.1841                         | Düsseldorf DEE – Steinbeck | Düsseldorf–Elberfeld                          | DEE                                                                  | GV     | |
| 15.10.1843                         | Aachen – Herbesthal | Aachen–Lüttich                                | RhE                                                                  | PV     | |
| 15.02.1844                         | Bonn – Köln St. Pantaleon | Linke Rheinstrecke                            | BCE                                                                  | PV     | |
| 20.12.1845                         | Deutz CME – Düsseldorf CME | Köln–Duisburg                                 | CME                                                                  | PV     | |
| 09.02.1846                         | Düsseldorf CME – Duisburg | Köln–Duisburg                                 | CME                                                                  | PV     | |
| 13.11.1846                         | Duisburg – Bergeborbeck | Duisburg–Dortmund                             | CME                                                                  | GV     | |
| 15.05.1847                         | Duisburg Hbf – Duisburg Westhafen                                                                                                |                                               | CME                                                                  | GV     | bis 1851 Pferdebahn                                                                                          |
| 15.05.1847                         | Duisburg – Hamm | Duisburg–Dortmund, Dortmund–Hamm              | CME                                                                  | PV     | |
| 09.10.1847                         | Elberfeld – Schwelm | Elberfeld–Dortmund                            | BME                                                                  | GV/PV  | |
| 15.10.1847                         | Hamm – Minden | Hamm–Minden                                   | CME                                                                  | PV     | |
| 01.12.1847                         | Vohwinkel – Kupferdreh – Überruhr                                                                                                | Vohwinkel–Überruhr                            | PWE                                                                  | PV     | |
| 26.05.1848/ 08.07.1848             | Hamm – Münster | Münster–Hamm                                  | MHE                                                                  | GV/PV  | |
| 14.10.1848                         | Duisburg Westhafen – Duisburg Innenhafen                                                                                         |                                               | CME                                                                  | GV     | bis 1851 Pferdebahn                                                                                          |
| 14.10.1848/ 1850                   | Ruhrort alter Hafen – Ruhrort neuer Hafen                                                                                        |                                               | CME                                                                  | GV     | |
| 14.10.1848                         | Oberhausen – Ruhrort | Oberhausen–Ruhrort                            | CME                                                                  | PV     | |
| 20.12.1848/ 29.12.1848             | Elberfeld – Hagen – Dortmund | Elberfeld–Dortmund                            | BME                                                                  | GV     | |
| 09.03.1849                         | Schwelm – Hagen – Dortmund | Elberfeld–Dortmund                            | BME                                                                  | PV     | |
| 09.03.1849                         | Steinbeck – Elberfeld | Düsseldorf–Elberfeld                          | BME                                                                  | PV     | 18.04.1849 zur DEE                                                                                           |
| 05.10.1849/ 15.10.1849             | Homberg – Trompet – Uerdingen – Krefeld – Viersen                                                                                | Ruhrort–Gladbach                              | RCG                                                                  | PV     | |
| 1850                               | Düsseldorf Hafen – Rheinknie | Düsseldorf–Elberfeld                          | DEE                                                                  | GV     | |
| 01.10.1850/ 04.10.1850             | Hamm – Soest – Paderborn | Hamm–Warburg                                  | WE                                                                   | PV     | |
| 06.02.1851                         | Warburg – Haueda | Friedrich-Wilhelms-Nordbahn                   | WE                                                                   | PV     | |
| 15.10.1851                         | Viersen – Gladbach | Ruhrort–Gladbach                              | RCG                                                                  | PV     | |
| 12.08.1852                         | Rheydt – Gladbach | Aachen–Gladbach                               | AND                                                                  | PV     | |
| 12.11.1852                         | Trajekt Ruhrort–Homberg | Ruhrort–Gladbach                              | RKG                                                                  | PV     | |
| 12.11.1852                         | Herzogenrath – Rheydt | Aachen–Gladbach                               | AND                                                                  | PV     | |
| 17.01.1853                         | Gladbach – Neuss – Oberkassel | Gladbach–Düsseldorf                           | AND                                                                  | PV     | |
| 17.01.1853                         | Aachen – Herzogenrath | Aachen–Gladbach                               | AND                                                                  | PV     | |
| 27.01.1853/ 1861                   | Rumpen – Kohlscheid | Stolberg–Kohlscheid                           | BME                                                                  | GV     | bis 1867/1880–1897 Zechenbahn Gr.Kämpchen                                                                    |
| 21.06.1853/ 21.07.1853             | Warburg – Altenbeken – Paderborn                                                                                                 | Hamm–Warburg                                  | WE                                                                   | PV     | |
| 23.10.1853                         | Richterich – Simpelveld | Aachen–Maastricht                             | AME                                                                  | PV     | |
| 17.01.1854/ 16.10.1854             | Oberkassel – Rheinstation | Gladbach–Düsseldorf                           | AND                                                                  | PV     | |
| 16.10.1854                         | Aachen – Neuss – Oberkassel | Aachen–Gladbach, Gladbach–Düsseldorf          | AND                                                                  | GV     | |
| 09.07.1855                         | Dortmunderfeld – Soest | Dortmund–Soest                                | BME                                                                  | PV     | Eröffnung 07.07.1855                                                                                         |
| 15.11.1855                         | Köln Krefelder Bf – Neuss | Linksniederrheinische Strecke                 | CCE                                                                  | PV     | |
| 21.11.1855                         | Löhne – Osnabrück | Löhne–Rheine                                  | Han                                                                  | PV     | |
| 21.01.1856                         | Bonn – Rolandseck | Linke Rheinstrecke                            | BCE                                                                  | PV     | |
| 26.01.1856                         | Neuss – Fischeln – Krefeld | Linksniederrheinische Strecke                 | CCE                                                                  | PV     | |
| 15.01.1856/ 15.02.1856             | Emmerich – Zevenaar | Oberhausen–Arnheim                            | CME                                                                  | PV     | |
| 23.06.1856                         | Osnabrück – Rheine – Lingen | Löhne–Rheine, Emslandstrecke                  | Han                                                                  | PV     | |
| 23.06.1856                         | Münster – Rheine | Münster–Rheine                                | WE                                                                   | PV     | |
| 01.07.1856                         | Oberhausen – Dinslaken | Oberhausen–Arnheim                            | CME                                                                  | PV     | |
| 20.10.1856                         | Dinslaken – Emmerich | Oberhausen–Arnheim                            | CME                                                                  | PV     | |
| 1856/1866                          | (Dellwig –) Oberhausen Obo – Oberhausen Obn (– Sterkrade)                                                                        |                                               | CME                                                                  | GV     | |
| 1859                               | Gelsenkirchen – GE-Wattenscheid – Z Hannover/Z Carolinenglück                                                                    | Gelsenkirchen–Wanne-Eickel                    |                                                                      | GV     | Zechenanschlußbahn                                                                                           |
| 01.01.1859                         | Deutz – Hennef | Siegstrecke                                   | CME                                                                  | PV     | |
| 21.03.1859                         | Hagen – Letmathe | Ruhr-Sieg-Strecke                             | BME                                                                  | PV     | |
| 19.08.1859                         | Duisburg Hbf – Hochfeld Nord – Hochfeld Süd                                                                                      |                                               | BME                                                                  | GV     | |
| 03.10.1859/ 15.10.1859             | Köln Hbf – Köln-Deutz | Dombrücke                                     | CME                                                                  | PV     | |
| 15.10.1859                         | Hennef – Eitorf | Siegstrecke                                   | CME                                                                  | PV     | |
| 15.12.1859                         | Köln Hbf – Nippes Pbf | Linksniederrheinische Strecke                 | CCE                                                                  | PV     | |
| 01.02.1860                         | Lütgendortmund – Dorstfeld | Dortmund–Duisburg                             | BME                                                                  | GV     | |
| 01.03.1860                         | Nullpunkt – Dortmund Hbf | Dortmund–Duisburg                             | BME                                                                  | GV     | |
| 16.07.1860                         | Letmathe – Altena | Ruhr-Sieg-Strecke                             | BME                                                                  | PV     | |
| 16.07.1860                         | Vorhalle – Hengstey Vbf |                                               | BME                                                                  | GV     | |
| 01.08.1860                         | Eitorf – Wissen | Siegstrecke                                   | CME                                                                  | PV     | |
| 26.10.1860                         | Bochum BME – Langendreer BME – Witten West                                                                                       | Witten–Duisburg                               | BME                                                                  | PV     | |
| 26.10.1860                         | Bk Eppendorf – Bochum BME | Witten–Duisburg                               | BME                                                                  | GV     | |
| 1861                               | Z Carolinenglück – Z Präsident                                                                                                   |                                               |                                                                      | GV     | Zechenanschlußbahn                                                                                           |
| 10.01.1861                         | Wissen – Betzdorf – Siegen | Siegstrecke                                   | CME                                                                  | PV     | |
| 01.07.1861                         | Betzdorf – Burbach | Hellertalbahn                                 | CME                                                                  | PV     | |
| 06.08.1861                         | Nullpunkt – Dorstfeld – Dortmunderfeld Dfb                                                                                       | Dortmund–Duisburg                             | BME                                                                  | GV     | |
| 06.08.1861                         | Altena – Siegen-Weidenau – Siegen                                                                                                | Ruhr-Sieg-Strecke                             | BME                                                                  | PV     | |
| 31.12.1861/ 12.01.1862             | Burbach – Gießen | Hellertalbahn, Dillstrecke                    | CME                                                                  | PV     | |
| 01.03.1862                         | Oberhausen – Styrum – Essen BME – Steele – Bochum BME                                                                            | Witten–Oberhausen                             | BME                                                                  | PV     | |
| 01.05.1862/ 07.06.1862             | Styrum – Duisburg | Witten–Duisburg                               | BME                                                                  | PV     | |
| 05.10.1862                         | Dorstfeld – Dortmunderfeld | Dortmund–Duisburg                             | BME                                                                  | GV     | |
| 04.10.1862/ 05.10.1862             | Langendreer BME – Dortmund BME                                                                                                   | Dortmund–Duisburg                             | BME                                                                  | PV     | |
| 05.10.1862                         | Laer – Langendreer BME | Überruhr–Langendreer                          | BME                                                                  | GV     | seit 1861 Pferdebahn Z Dannenbaum                                                                            |
| 03.03.1863/ 05.03.1863/ 03.05.1863 | Krefeld – Kleve | Linksniederrheinische Strecke                 | RhE                                                                  | PV     | |
| 01.06.1863                         | Überruhr – Steele Hbf | Überruhr–Langendreer                          | BME                                                                  | PV     | |
| 21.09.1863/ 26.10.1863             | Steele Hbf – Dahlhausen | Überruhr–Langendreer                          | BME                                                                  | GV/PV  | |
| 01.12.1863                         | Abzw Lierenfeld – Abzw Wehrhahn                                                                                                  | Köln–Duisburg                                 | CME                                                                  | GV     | Güterumgehungsbahn                                                                                           |
| 1864                               | Außenhafen – Duisburg West – Innenhafen Nordseite                                                                                |                                               | BME                                                                  | GV     | |
| 31.03.1864                         | Letmathe – Iserlohn | Letmathe–Iserlohn                             | BME                                                                  | PV     | |
| 01.10.1864                         | Altenbeken – Langeland – Godelheim                                                                                               | Altenbeken–Kreiensen                          | WE                                                                   | PV     | |
| 06.10.1864                         | Düren – Euskirchen | Bördebahn                                     | RhE                                                                  | PV     | |
| 15.11.1864                         | Meiderich Ost – Oberhausen Obo (Umgehungsbahn)                                                                                   |                                               | CME                                                                  | GV     | |
| 19.04.1865                         | Kleve – Welle – Elten – Zevenaar (incl Traject Spyck-Welle)                                                                      | Trajekt Spyck–Welle                           | RhE                                                                  | GV     | Traject bis 1912                                                                                             |
| 21.04.1865                         | Welle – Elten – Zevenaar | Trajekt Spyck–Welle                           | RhE                                                                  | PV     | |
| 21.04.1865                         | Kleve – Spyck | Trajekt Spyck–Welle                           | RhE                                                                  | PV     | |
| 22.06.1865                         | Erkrath – Hochdahl (Seilzugbetrieb)                                                                                              | Düsseldorf–Elberfeld                          | BME                                                                  | PV     | |
| 27.06.1865/ 01.07.1865             | Euskirchen – Mechernich | Eifelstrecke                                  | RhE                                                                  | PV     | |
| 01.07.1865                         | Wesel – Wesel Hafen (Pferdebahn)                                                                                                 |                                               | CME                                                                  | GV     | |
| 09.08.1865                         | Kleve – Nijmegen | Linksniederrheinische Strecke                 | RhE                                                                  | PV     | |
| 10.10.1865                         | Godelheim – Holzminden | Altenbeken–Kreiensen                          | WE                                                                   | PV     | |
| 1866                               | Wanne – Herne (vormals Agl Z Pluto)                                                                                              | Ruhrort–Dortmund                              | CME                                                                  | GV     | |
| 18.01.1866                         | Unna – Hamm | Hagen–Hamm                                    | BME                                                                  | PV     | |
| 29.01.1866                         | Viersen – Kaldenkirchen | Viersen–Venlo                                 | BME                                                                  | PV     | |
| 23.08.1866                         | Essen RhE – Hochfeld Süd – Hochfeld Nord                                                                                         | Osterath–Dortmund Süd                         | RhE                                                                  | GV     | Mülheim-Essen RhE ab 1858 Pferdebahn                                                                         |
| 23.08.1866                         | Abzw Lohbruch – Rheinhausen | Osterath–Dortmund Süd                         | RhE                                                                  | GV     | |
| 23.08.1866                         | Osterath – Abzw Lohbruch | Osterath–Dortmund Süd                         | RhE                                                                  | PV     | |
| 01.09.1866                         | Osterath – Essen RhE | Osterath–Dortmund Süd                         | RhE                                                                  | PV     | Trajekt Rheinhausen–Hochfeld                                                                                 |
| 29.10.1866                         | Kaldenkirchen – Venlo | Viersen–Venlo                                 | BME                                                                  | PV     | |
| 08.01.1867                         | Meiderich Süd – Styrum | Styrum–Ruhrort                                | BME                                                                  | GV     | |
| 01.04.1867                         | Hagen – Schwerte – Holzwickede                                                                                                   | Hagen–Hamm                                    | BME                                                                  | PV     | |
| 25.09.1867                         | Ohligs – Solingen-Weyersberg | Wuppertal–Solingen                            | BME                                                                  | PV     | |
| 25.08.1867/ 25.09.1867             | Gruiten – Opladen | Gruiten–Mülheim                               | BME                                                                  | PV     | |
| 01.11.1867                         | Mechernich – Kall | Eifelstrecke                                  | RhE                                                                  | PV     | |
| 02.11.1867                         | Ruhrort – Meiderich Süd | Styrum–Ruhrort                                | BME                                                                  | GV     | |
| 16.11.1867                         | Bochum BM – Gußstahlwerk (Agl)                                                                                                   | Bochum–Essen/Oberhausen                       | BME                                                                  | GV     | |
| 04.12.1867                         | Ruhrort – Styrum | Styrum–Ruhrort                                | BME                                                                  | PV     | |
| 11.12.1867                         | Stolberg – Spiegelmanufaktur | Vennbahn                                      | RhE                                                                  | GV     | |
| 05.12.1867/ 15.12.1867             | Essen RhE – Gelsenkirchen-Wattenscheid                                                                                           | Osterath–Dortmund Süd                         | RhE                                                                  | GV     | |
| 23.12.1867                         | Kempen – Venlo | Kempen–Venlo                                  | RhE                                                                  | GV     | |
| 01.01.1868                         | Essen Rh – Gels-Wattenscheid | Osterath–Dortmund Süd                         | RhE                                                                  | PV     | |
| 01.01.1868                         | Kempen – Venlo | Kempen–Venlo                                  | RhE                                                                  | PV     | |
| 08.04.1868                         | Opladen – Mülheim BME | Gruiten–Mülheim                               | BME                                                                  | GV     | |
| 01.05.1868                         | Opladen – Mülheim BME | Gruiten–Mülheim                               | BME                                                                  | PV     | |
| 19.06.1868                         | Kall – Sötenich | Eifelstrecke                                  | RhE                                                                  | PV     | |
| 02.07.1868                         | Bk Hohensyburg – Kabel Ostgleis                                                                                                  |                                               | BME                                                                  | GV     | |
| 01.09.1868                         | Oberbarmen – Lennep – Remscheid                                                                                                  | Wuppertal–Solingen                            | BME                                                                  | PV     | |
| 11.11.1868                         | Bergeborbeck – Essen CME |                                               | CME                                                                  | GV     | vorher Zechenbahn                                                                                            |
| 01.11.1868/ 11.11.1868/ 01.06.1872 | Segeroth Abzw – Essen CME (Segeroth)                                                                                             |                                               | CME                                                                  | GV     | |
| 15.12.1868                         | Mülheim BME – Berg.Gladbach | Bahnstrecke Köln-Mülheim–Lindlar              | BME                                                                  | PV     | |
| 01.03.1869                         | Gußstahlwerk – Riemke (Agl) | Bochum–Essen/Oberhausen                       | BME                                                                  | GV     | |
| 19.03.1869                         | Altendorf – Altenessen Rh |                                               | RhE                                                                  | GV     | |
| 01.09.1869                         | Düren – Neuss | Düren–Neuss                                   | RhE                                                                  | PV     | |
| 03.11.1869                         | Gelsenkirchen Hbf – Z Hannover – Wanne-Eickel                                                                                    | Gelsenkirchen–Wanne-Eickel                    | CME                                                                  | GV     | |
| 28.12.1869                         | Dahlhausen – Welper – Heinrichshütte – Wengern                                                                                   | Ruhrtalbahn                                   | BME                                                                  | PV     | |
| 01.01.1870                         | Wanne-Eickel – Münster | Wanne-Eickel–Hamburg                          | CME                                                                  | PV     | |
| 01.02.1870                         | M.Gladbach – Odenkirchen | Köln–Mönchengladbach                          | BME                                                                  | PV     | |
| 15.02.1870                         | Hochfeld Süd – Duisburg | Osterath–Dortmund Süd                         | RhE                                                                  | PV     | |
| 28.05.1870                         | Riemke – Herne-Rottbruch – Herne (Agl)                                                                                           | Bochum–Essen/Oberhausen                       | BME                                                                  | GV     | |
| 01.05./06./07.1870                 | Schwerte – Arnsberg | Obere Ruhrtalbahn                             | BME                                                                  | PV     | |
| 11.07.1870                         | Neuwied – Oberkassel – Bonn (Traject)                                                                                            | Rechte Rheinstrecke, Trajekt Bonn–Oberkassel  | RhE                                                                  | PV     | |
| 24.07.1870                         | Neuss – Düsseldorf BME (Rheinbrücke)                                                                                             | Mönchengladbach–Düsseldorf                    | BME                                                                  | PV     | |
| 01.08.1870                         | Herne – Castrop (bis 1874 Agl Z Erin)                                                                                            | Emschertalbahn                                | CME                                                                  | GV     | |
| 10.10.1870                         | Dahlhausen – Laer | Überruhr–Langendreer                          | BME                                                                  | GV     | |
| 15.10.1868/ 1870                   | Berg. Gladbach – Bensberg | Bahnstrecke Köln-Mülheim–Lindlar              | BME                                                                  | PV     | |
| 15.11.1870                         | Sötenich – Gerolstein | Eifelstrecke                                  | RhE                                                                  | PV     | |
| 29.12.1870                         | Mariadorf Rh – Mariagrube Rh |                                               | RhE                                                                  | GV     | |
| 29.12.1870                         | Stolberg Rh – Alsdorf | Bahnstrecke Stolberg–Herzogenrath             | RhE                                                                  | GV     | |
| 01.03.1871/ 15.07.1871             | Oberkassel – Troisdorf | Rechte Rheinstrecke                           | RhE                                                                  | GV/PV  | |
| 01.09.1871                         | Münster – Osnabrück | Wanne-Eickel–Hamburg                          | CME                                                                  | PV     | |
| 16.10.1871                         | Hagen – Oberhagen | Volmetalbahn                                  | BME                                                                  | GV     | |
| 07.11.1871                         | Wanne-Eickel – Schalke | Duisburg-Ruhrort–Dortmund                     | CME                                                                  | GV     | |
| 18.12.1871                         | Arnsberg – Meschede | Obere Ruhrtalbahn                             | BME                                                                  | PV     | |
| 1872                               | Abzw Stahlwerk – Bk Schürhof | Gruiten–Deutz                                 | BME                                                                  | PV     | |
| 01.01.1872/ 01.06.1872             | Altenessen – Segeroth Abzw – Essen CME (Segeroth)                                                                                |                                               | CME                                                                  | PV     | |
| 05.01.1872                         | Stolberg Rh – Alsdorf | Bahnstrecke Stolberg–Herzogenrath             | RhE                                                                  | PV     | |
| 01.02.1872                         | Abzw Oberbilk BME – Kupferdreh                                                                                                   | Ruhrtalbahn                                   | BME                                                                  | PV     | |
| 01.02.1872                         | Mülheim BME – Deutz BME | Gruiten–Deutz                                 | BME                                                                  | PV     | |
| 12.02.1872                         | Abzw Oberbilk BME – Kupferdreh                                                                                                   | Ruhrtalbahn                                   | BME                                                                  | GV     | |
| 12.02.1872                         | Mülheim BME – Deutz BME | Gruiten–Deutz                                 | BME                                                                  | GV     | |
| 15.10.1871/ 13.02.1872             | Kray Nord – Gelsenkirchen | Osterath–Dortmund Süd                         | RhE                                                                  | GV     | |
| 01.03.1872/ 01.05.1872             | Fr.Wilhelmshütte – Siegburg |                                               | RhE                                                                  | PV     | |
| 01.06.1872/ 01.07.1872             | Kray Nord – Gelsenkirchen | Osterath–Dortmund Süd                         | RhE                                                                  | PV     | |
| 01.07.1872                         | Meschede – Bestwig | Obere Ruhrtalbahn                             | BME                                                                  | PV     | |
| 29.07.1872                         | Aachen Templerbend – Gemmenich Grenze                                                                                            | Aachen–Tongeren                               | BME                                                                  | PV     | |
| 01.07.1872/ 01.08.1872             | Heißen – Rüttenscheid | Heißen–Altendorf                              | RhE                                                                  | GV     | |
| 07.08.1872                         | Fröndenberg – Menden | Fröndenberg–Menden                            | BME                                                                  | PV     | |
| 18.09.1872                         | Rotthausen – Schalke Süd (Agl Zeche Wilhelmine)                                                                                  |                                               | KED Essen                                                            | GV     | |
| 01.10.1872                         | Pyrmont – Steinheim | Hannover–Altenbeken                           | HAE                                                                  | PV     | |
| 01.07.1872/ 01.12.1872             | Heißen – Abzw.Schönebeck – Frintrop                                                                                              | Heißen–Osterfeld Nord                         | RhE                                                                  | GV     | |
| 19.12.1872                         | Steinheim – Altenbeken | Hannover–Altenbeken                           | HAE                                                                  | GV     | |
| 30.12.1872                         | Steinheim – Altenbeken | Hannover–Altenbeken                           | HAE                                                                  | PV     | |
| 06.01.1873                         | Bestwig – Warburg | Obere Ruhrtalbahn                             | BME                                                                  | GV     | |
| 10.02.1873                         | Bestwig – Warburg | Obere Ruhrtalbahn                             | BME                                                                  | PV     | |
| 15.05.1873                         | Osnabrück – Hemelingen | Wanne-Eickel–Hamburg                          | CME                                                                  | PV     | |
| 01.07.1873                         | Aachen Templerbend – Gemmenich Grenze                                                                                            | Montzenroute                                  | BME                                                                  | GV     | |
| 14.06.1873/ 15.07.1873             | Goch – Boxtel | Boxteler Bahn                                 | NBD                                                                  | PV     | |
| 01.10.1873                         | Odenkirchen – Eschweiler-Aue | Talbahnlinie                                  | BME                                                                  | PV     | |
| 01.10.1873                         | Jülich – Düren | Jülich–Düren                                  | BME                                                                  | PV     | |
| 15.11.1873                         | Schalke – Sterkrade | Duisburg-Ruhrort–Dortmund                     | CME                                                                  | GV     | |
| 23.12.1873                         | Rheinhausen – Hochfeld Süd (Brücke, vorher Traject)                                                                              | Osterath–Dortmund Süd                         | RhE                                                                  | PV     | |
| 01.01.1874                         | Überruhr – Dahlhausen | Ruhrtalbahn                                   | BME                                                                  | GV     | |
| 01.03.1874/ 31.12.1874             | Haltern – Wesel | Haltern–Venlo                                 | CME                                                                  | PV     | |
| 15.03.1874/ 16.03.1874             | Oberhagen – Dahl – Brügge | Volmetalbahn                                  | BME                                                                  | GV     | |
| 01.04.1874                         | Finnentrop – Attendorn | Biggetalbahn                                  | BME                                                                  | PV     | |
| 27.03.1874/ 27.04.1874             | Essen Rbf – Schalke Nord (vormals Agl Zeche Kgn Elisabeth)                                                                       |                                               | BME                                                                  | GV     | |
| 27.04.1874                         | Abzw Helene – Altenessen (vormals Zechen-Agl)                                                                                    |                                               | BME                                                                  | GV     | |
| 01.06.1874                         | Heinrichshütte – Vorhalle | Ruhrtalbahn                                   | BME                                                                  | PV     | |
| 01.07.1874                         | Wanne-Eickel – Sterkrade | Duisburg-Ruhrort–Dortmund                     | CME                                                                  | PV     | |
| 01.09.1874/ 06.09.1874             | Dahl – Brügge | Volmetalbahn                                  | BME                                                                  | GV     | |
| 01.09.1874/ 06.09.1874             | Hagen – Brügge | Volmetalbahn                                  | BME                                                                  | PV     | |
| 15.10.1874                         | Gels-Wattenscheid – Bochum Nord                                                                                                  | Osterath–Dortmund Süd                         | RhE                                                                  | PV     | |
| 01.11.1874                         | Bochum – Herne-Rottbruch – Herne (vormals Agl)                                                                                   | Bochum–Essen/Oberhausen                       | BME                                                                  | GV     | |
| 01.11.1874                         | Essen Rbf – Wattenscheid – Bochum BME                                                                                            | Dortmund–Duisburg                             | BME                                                                  | GV     | |
| 19.11.1874                         | Bochum RhE – Dorstfeld – Dortmund RhE                                                                                            | Osterath–Dortmund Süd                         | RhE                                                                  | PV     | in Langendreer mit BME getauscht                                                                             |
| 19.11.1874                         | Speldorf – Troisdorf | Troisdorf–Speldorf                            | RhE                                                                  | PV     | |
| 25.11.1874                         | Eving – Lünen Nord |                                               | DGE                                                                  | GV/PV  | |
| 25.11.1874                         | Dortmund Ost – DO-Eving |                                               | DGE                                                                  | GV/PV  | |
| 01.12.1874                         | Herne – Castrop (seit 1870 Agl Z Erin)                                                                                           | Emschertalbahn                                | CME                                                                  | GV     | |
| 04.12.1874                         | Eving – Lünen Nord |                                               | DGE                                                                  | GV/PV  | |
| 04.12.1874                         | Dortmund Ost – DO-Eving |                                               | DGE                                                                  | GV/PV  | |
| 31.12.1874                         | Wesel – Büderich – Menzelen West – Venlo                                                                                         | Haltern–Venlo                                 | CME                                                                  | PV     | |
| 1872/96                            | Siegburg – Overath – Dieringhausen – Bergneustadt (1903: – Olpe)                                                                 | Aggertalbahn                                  |                                                                      |        | |
| 1873/78                            | Boxtel (NL) – Goch – Büderich – Wesel                                                                                            | Boxteler Bahn                                 | Noord-Brabantsch-Duitsche Spoorweg-Maatschappij (NBDS)               |        | |
| 1874/75                            | Dortmund – Lünen – Selm – Lüdinghausen – Dülmen – Coesfeld – Ahaus – Gronau (– Enschede)                                         | Dortmund–Gronau                               | DGE, 1903 zur Preußischen Staatseisenbahn                            |        | |
| 1874/78                            | Dortmund – Huckarde Nord – Bövinghausen – Castrop-Rauxel Süd – Herne – Wanne – Gelsenkirchen – Karnap – Osterfeld Süd – Neumühl  | Emschertalbahn                                | CME                                                                  |        | |
| 1875                               | Sterkrade – Neumühl – Ruhrort | Emschertalbahn                                | CME                                                                  |        | |
| 12.05.1876                         | Hagen – Gevelsberg-Haufe | Ennepetalbahn                                 | BME                                                                  |        | |
| 15.05.1876                         | Welver – Königsborn – Dortmund Süd                                                                                               | Westfälische Emschertalbahn                   | WE                                                                   |        | |
| 1876/77                            | Lennep – Bergisch Born – Hückeswagen – Wipperfürth (– Marienheide ab 1902)                                                       | Wippertal-Bahn                                |                                                                      |        | |
|                                    | Styrum – Broich – Saarn – Kettwig vor der Brücke – Kettwig                                                                       | Untere Ruhrtalbahn                            | BME                                                                  |        | |
| 1877                               | Düsseldorf-Rath – Derendorf – Eller                                                                                              |                                               | RhE                                                                  |        | |
| 1877                               | Werden – Essen | Werden–Essen                                  | BME                                                                  |        | |
| 1878                               | Wesel – Bocholt | Wesel–Bocholt                                 | CME                                                                  |        | |
| 1878                               | Dortmund Süd – Dorstfeld – Huckarde – Westerfilde – Mengede – Herne                                                              | Westfälische Emschertalbahn                   | WE                                                                   |        | |
| 1879                               | Derendorf – Mettmann – Varresbeck – Wichlinghausen – Schwelm-Loh – Gevelsberg – Hagen-Eckesey – Herdecke – Dortmund Süd          | Rheinischer Esel                              | RhE                                                                  |        | |
|                                    | Duisburg bzw. Wedau – Oberhausen West – Osterfeld Nord – Dorsten – Coesfeld – Rheine – Quakenbrück (– Oldenburg – Wilhelmshaven) | Duisburg–Quakenbrück                          | RhE                                                                  |        | |
| 1880                               | Herne – Wanne – Gelsenkirchen-Bismarck – Bottrop – Osterfeld Süd – Sterkrade                                                     | Westfälische Emschertalbahn                   | WE                                                                   |        | |
|                                    | Rheydt – Dalheim | Eiserner Rhein                                | BME                                                                  |        | |
|                                    | Wedau – Duisburg – Hochfeld Süd                                                                                                  |                                               | RhE                                                                  |        | |
| 07.06.1880                         | Bonn – Euskirchen | Voreifelbahn                                  | RhE                                                                  |        | |
| 21.06.1880                         | Gelsenkirchen-Bismarck – Gelsenkirchen-Buer Süd – Gladbeck Ost – Hervest-Dorsten – Borken – Winterswijk (NL)                     | Winterswijk–Gelsenkirchen-Bismarck            | Niederländisch-Westfälische Eisenbahn (BME)                          |        | |
| 21.06.1880                         | Bocholt – Winterswijk (NL) | Winterswijk–Bocholt                           | Niederländisch-Westfälische Eisenbahn (BME)                          |        | |
| 01.09.1882                         | Gevelsberg-Haufe – Ennepetal-Altenvoerde                                                                                         | Ennepetalbahn                                 | KED Elberfeld                                                        |        | |
| 1876/81                            | Bergisch Born – Wermelskirchen – Opladen                                                                                         |                                               | BME                                                                  |        | |
| 01.11.1883                         | Bochum Nord – Wiemelhausen | Bochum Nord–Bochum-Weitmar                    | KED Cöln rechtsrheinisch                                             | GV/PV  | |
| 01.01.1884                         | Wiemelhausen – Weitmar | Bochum Nord–Bochum-Weitmar                    | KED Cöln rechtsrheinisch                                             | GV/PV  | |
| 20. Mai 1884                       | Ober-Barmen RhE (später Wichlinghausen) – (Sprockhövel-)Schee – Hattingen                                                        | (Wuppertal-) Wichlinghausen – Hattingen       | KED Cöln rechtsrheinisch                                             | GV/PV  | Teilstrecke der unvollendeten Ruhrtal-Verbindungs-Eisenbahn Ober-Barmen RhE – Hattingen – Bochum RhE (-Nord) |
| 1886                               | Lennep – Dahlerau (1910: – Radevormwald – Oberbrügge)                                                                            | Wuppertal-Bahn                                |                                                                      |        | |
| 1888                               | Oberhausen – Styrum | (Neutrassierung)                              | KED Essen                                                            |        | |
| 1889                               | (Sprockhövel-)Schee – (Sprockhövel-)Haßlinghausen – (Gevelsberg-)Silschede                                                       | Bahnstrecke Schee – Silschede                 | KED Cöln rechtsrheinisch                                             | GV/PV  | |
| 1891                               | Inbetriebnahme des Rangierbahnhofs Oberhausen-Osterfeld Süd                                                                      | Bahnhof Oberhausen-Osterfeld                  | KED Essen                                                            |        | |
| 1897/98                            | Bonn – Brühl – Köln Barbarossaplatz                                                                                              | Vorgebirgsbahn                                | Cöln-Bonner Kreisbahnen (CBK), ab 1917 Köln-Bonner Eisenbahnen (KBE) |        | |
| 1905                               | Köln-Hohenzollernbrücke – Wesseling – Bonn                                                                                       | Rheinuferbahn                                 | Cöln-Bonner Kreisbahnen (CBK)                                        |        | elektrische Schnellbahn                                                                                      |
| 1905                               | Hamm (Westf) – Lünen Süd – Recklinghausen Ost – Gelsenkirchen-Buer Nord – Gladbeck West – Osterfeld Süd                          | Hamm-Osterfelder Bahn                         | KED Essen                                                            |        | |
| 7. Februar 1912                    | Kleinbahn Bossel-Blankenstein | Kleinbahn (Sprockhövel-)Bossel – Blankenstein | Continentale Eisenbahn-Bau-und-Betriebs-Gesellschaft                 | GV     | |
| 1912                               | Oberhausen – Essen West |                                               | KED Essen                                                            |        | |
|                                    | Oberhausen – Hamborn – Walsum – Wesel                                                                                            | Oberhausen–Wesel                              | KED Essen                                                            | –      | |
| 1. Juli 1922                       | Essen-Dellwig Ost – Bottrop Hbf                                                                                                  | Essen-Dellwig Ost–Bottrop                     | RBD Essen                                                            | PV     | |
| 1928                               | Lünen – Münster | Preußen–Münster                               | RBD Münster                                                          |        | |
| 1929                               | Oberhausen – Haus-Knipp-Eisenbahnbrücke – Moers – Krefeld                                                                        | Duisburg-Meiderich Nord–Hohenbudberg          | KED Cöln und Essen                                                   |        | |

GV=Güterverkehr / PV=Personenverkehr